# Maison Gaston
La maison Gaston est une maison située dans la commune française de Limousis, dans le département de l'Aude.

## Localisation
La maison est située sur la commune de Limousis, dans le département français de l'Aude.

## Historique
L'édifice est inscrit au titre des monuments historiques en 1948.